# 牛津国际公学成都学校
成都牛津国际公学（英語：Oxford International College of Chengdu；简称CDOIC），现名沃顿公学，是一所位于中国四川省成都市高新区的私立营利性国际学校，于2011年成立。该校招收年龄为14-18周岁的学生，提供英国爱德思A-Level和IGCSE课程。
“双减”政策出台后，教培行业被整顿，牛津公学的投资方美联英语也受到了冲击，无力再维持牛津公学。于是，美联英语与位于高新区的沃顿公学接触，洽谈学校转让事宜，双方达成协议，沃顿公学接棒牛津公学。
2022年1月25日，“牛津国际公学成都学校”更名为“成都欧爱思学校”。“欧爱思”为该校英文名首字母缩写OIC的音译。同年7月，该校又更名为“沃顿公学”，校址从成华区搬到了高新区。